# Purpurpilört
Purpurpilört (Persicaria orientalis) är en art i familjen slideväxter från Kina till sydöstra Asien och Australien.

## Synonymer
Lagunea cochinchinensis Lour.
Lagunea orientalis (L.) Nakai
Persicaria cochinchinensis (Lour.) Kitag.
Persicaria pilosa (Roxb.) Kitag.
Polygonum orientale L.
Polygonum orientale var. cochinchinense (Lour.) Domin
Polygonum orientale var. pilosa (Roxb.) Meissner
Polygonum pilosum Roxb.